# Di truyền ngoài nhân

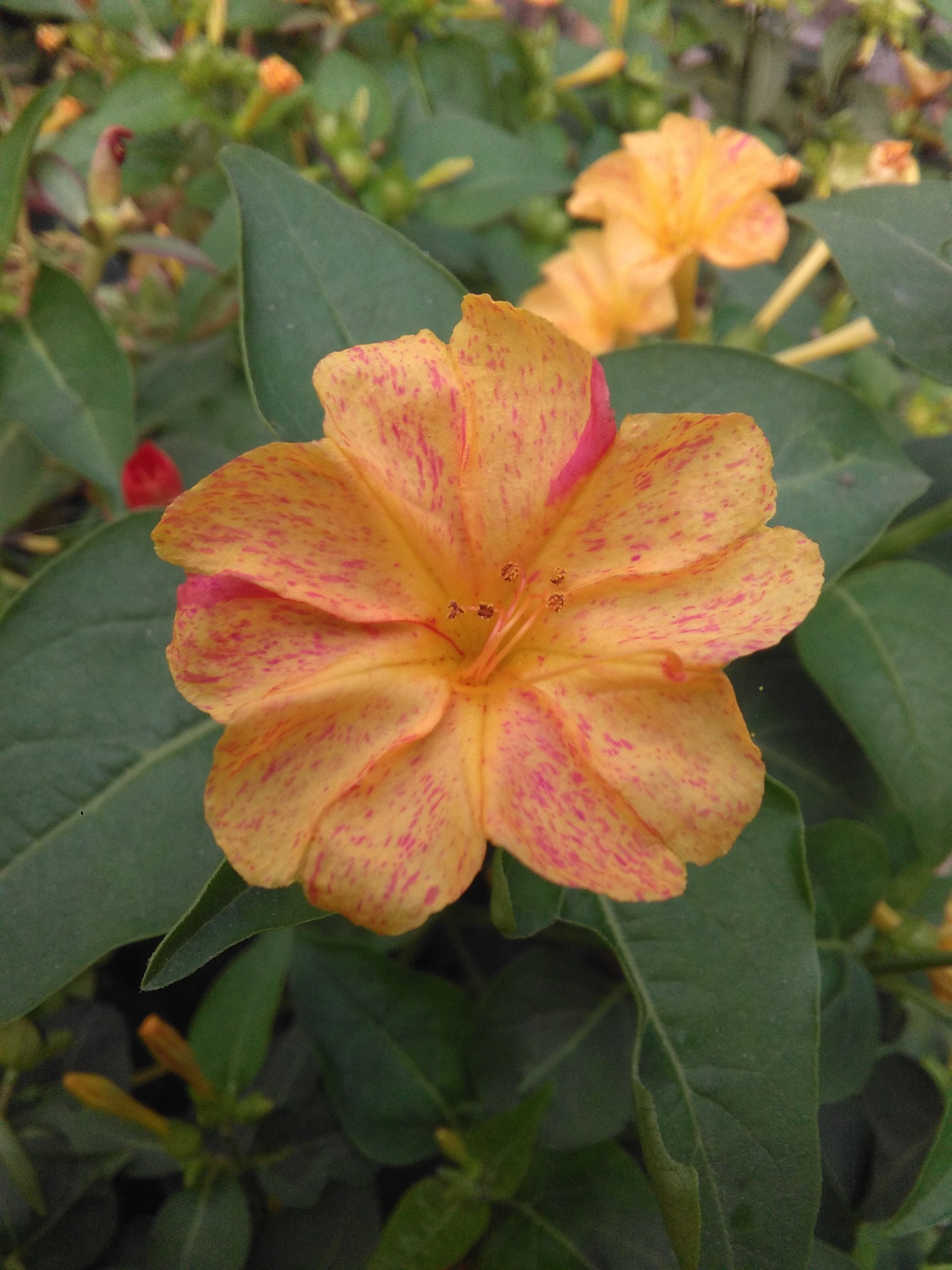
Sự di truyền tính trạng hình thái lá ở loài hoa phấn được xem là một ví dụ điển hình cho sự di truyền ngoài nhân

Di truyền ngoài nhân (tiếng Anh: Extranuclear inheritance) hay Di truyền tế bào chất (Cytoplasmic inheritance) là hiện tượng DNA (ADN) ở ngoài nhân được truyền đạt cho thế hệ con. Thông thường, phân tử DNA ấy nằm ở một số bào quan trong tế bào: ty thể (mtDNA) và lục lạp (cpDNA). Thông thường, sự di truyền này diễn ra theo hình thức giới cái truyền cho đời sau nên hiện tượng này còn có thể gọi là Di truyền theo dòng mẹ (Maternal inheritance, cần phân biệt thuật ngữ với Hiệu ứng dòng mẹ). Carl Correns là người đầu tiên phát hiện ra quy luật này khi nghiên cứu loài hoa phấn (Mirabilis jalapa).

## Lược sử nghiên cứu
- Thí nghiệm của Co-ren

Năm 1909, nhà di truyền học thực vật người Đức là Co-ren (Carl Correns) phát hiện ra hiện tượng này đầu tiên từ thí nghiệm ông cho tiến hành ở cây hoa phấn (Mirabilis jalapa) mà người Anh gọi là cây hoa bốn giờ (four o'clock).
Ông nhận thấy trên cùng một cây hoa phấn có khi có ba loại nhánh có màu sắc khác nhau (hình 1).

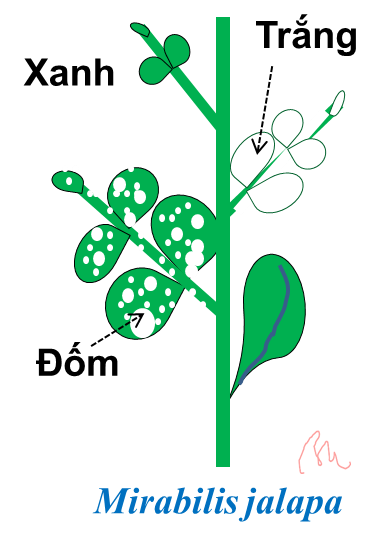
Hình 1: Một nhánh cây hoa phấn có ba loại nhánh khác màu.

(1) Cành và lá và cuống xanh lục rất đều (gọi tắt là xanh);

(2) Cành và lá không màu hoặ vàng rất nhạt (gọi tắt là trắng);

(3) Cành và lá có mảng trắng xen với xanh (gọi tắt là đốm).

Co-ren đã lấy hạt phấn ("bố") ở từng loại hoa phát sinh từ mỗi loại nhánh này thụ phấn cho nhụy ("mẹ") của từng loại hoa, đã được kết quả như bảng sau.
| ♂ (Bố) ♀ (Mẹ) | Trắng | Xanh  | Đốm   |
| ------------- | ----- | ----- | ----- |
| TRẮNG         | Trắng | Trắng | Trắng |
| XANH          | Xanh  | Xanh  | Xanh  |
| ĐỐM           | Trắng | Xanh  | Đốm   |

Từ kết quả này, ông nhận thấy trong kiểu lai nào thì tính trạng của con cũng giống cây mẹ, tức là do mẹ quyết định, chứ không do "bố" (cây cho hạt phấn). Bởi vì trong tất cả các phép lai, nhân tế bào "mẹ" và "bố" đều có bộ gen như nhau, nên ông khẳng định tính trạng này không di truyền theo định luật Men-đen; từ đó mà ra đời thuật ngữ "di truyền theo mẹ" (maternal inheritance).
- Giải thích

Sau khi Co-ren công bố thí nghiệm trên khá lâu, một số nhà khoa học mới chỉ rõ được hiện tượng trong thí nghiệm này có bản chất là sự di truyền lục lạp. Gần đây, nghiên cứu sâu hơn về cơ chế phân tử của hiện tượng này đã xác định được rằng bộ phận màu trắng của cây hoàn toàn không có diệp lục, do một đột biến gen gây bất thường trong chuỗi phản ứng tổng hợp diệp lục, nên lục lạp không có màu (nghĩa là màu trắng). Bộ phận loang lổ (đốm) của cây là tập hợp các lục lạp bình thường và lục lạp có đột biến. Đi kèm với đó là sự phân chia và tái tổ hợp tế bào chất ở thực vật, làm cho chỉ có tế bào sinh noãn chứa lục lạp (đột biến hay không đột biến), còn tế bào hạt phấn sinh ra tinh tử thì không có. Bởi thế, con chỉ nhận được "của hồi môn" của mẹ mà thôi.

## Bản chất hiện tượng
- Nhiễm sắc thể

Tế bào của sinh vật có thể có nhân tế bào với màng bao bọc (như ở tế bào nhân thực), hoặc không có màng nhân (như tế bào nhân sơ), nhưng thường có nhiễm sắc thể.

- Ở mỗi tế bào nhân thực có nhiều nhiễm sắc thể mà mỗi nhiễm sắc thể là một bào quan chứa một phân tử DNA kết hợp phức tạp với his-tôn.

- Ở mỗi tế bào nhân sơ thì chỉ có một nhiễm sắc thể là phân tử DNA trần (không có his-tôn) dạng vòng, lớn nhất nằm ở vùng nhân (nucleoid) mà ta dịch là DNA-nhiễm sắc thể. Các phân tử DNA vòng khác nhỏ hơn nhiều, có nhiều loại: plas-mit, transposons, integrons, replicon.

Sự di truyền các gen ở trên nhiễm sắc thể (hoặc DNA-nhiễm sắc thể) sang thế hệ sau gọi là di truyền nhiễm sắc thể (chromosomal inheritance) hoặc di truyền qua nhân.

Sự truyền gen hoặc vật chất mang gen ở tế bào chất sang thế hệ sau thì gọi là di truyền ngoài nhiễm sắc thể (hay di truyền tế bào chất)
- Minh họa di truyền qua nhiễm sắc thể và ngoài nhiễm sắc thể.

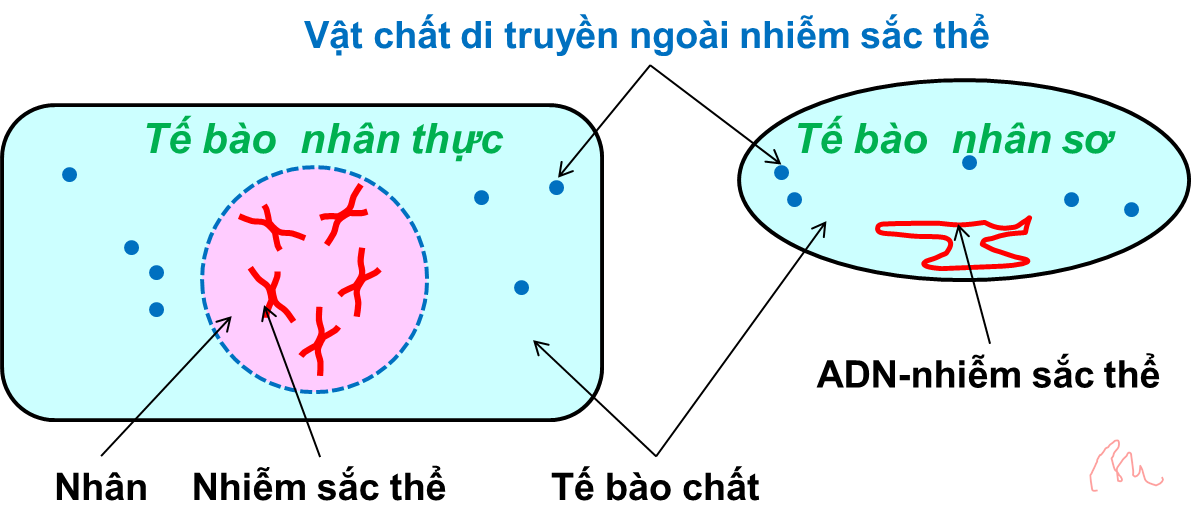
Hình 2: Sơ đồ minh hoạ hai phương thức di truyền.

Trong sơ đồ ở hình 2, thì chữ nhật (bên trái) tượng trưng cho một tế bào nhân thực, còn bên phải (hình trứng) tượng trưng cho một tế bào vi khuẩn (nhân sơ). Nét vẽ màu đỏ biểu diễn nhiễm sắc thể hoặc DNA-nhiễm sắc thể, còn các chấm nhỏ màu xanh tượng trưng cho vật chất di truyền nằm ngoài vùng nhân, tức là nằm ở tế bào chất (màu da trời).

Sự truyền "vật màu đỏ" cho đời con là di truyền qua nhân, còn "vật màu xanh" mà được truyền cho con là di truyền ngoài nhiễm sắc thể.

## Các dạng di truyền ngoài nhiễm sắc thể
- Di truyền lục lạp

Hiện tượng trong thí nghiệm của Co-ren được gọi là di truyền lục lạp đã giải thích trên, đã từng được gọi là di truyền theo mẹ. Tuy nhiên, sau đó người ta đã phát hiện ra hiện tượng di truyền theo bố vì giao tử đực (tinh tử) của một số loài cây có khả năng mang lục lạp của nó xâm nhập vào noãn khi thụ tinh. Do đó, khoảng những năm 1995, người ta dùng thuật ngữ "di truyền theo một bên bố/mẹ" (uniparental inheritance) để chỉ hai trường hợp đã nêu trên. Di truyền lục lạp chính là quá trình kế thừa DNA lục lạp quy định.
- Di truyền ti thể

Ti thể có nhiều gen riêng nên sự di truyền các gen này tạo ra hiện tượng di truyền ti thể (mitochondrial genetic). Chương trình Sinh học 12 đã giới thiệu DNA ti thể gọi là mtDNA (mitochondrial DNA). Trong quá trình thụ tinh của nhiều loài, thì ti thể trong tinh trùng không xâm nhập được vào trứng, nên hợp tử không nhận được "của hồi môn" này của bố. Một loại bệnh động kinh của người di truyền theo kiểu này, nên mẹ bị bệnh thì tất cả các con sinh ra đều có khả năng bị, còn bố bị bệnh mà mẹ bình thường thì không con nào mắc bệnh.
Hiện tượng bất thụ đực mà sách giáo khoa Sinh học 12 đã nhắc tới là di truyền gen ti thể, nhưng có sự tương tác với các gen trong nhân.
Xem chi tiết ở trang Di truyền ti thể.
- Di truyền plas-mit

Plas-mit () là DNA vòng nằm ngoài vùng nhân của tế bào, thường gặp ở vi khuẩn, mang gen ngoài bộ gen chính của cơ thể (là DNA vòng ở vùng nhân). Di truyền plas-mit chính là di truyền tế bào chất, giữ vai trò phụ trong hệ thống di truyền của vi khuẩn. Thêm vào đó, số lượng plas-mit trong mỗi tế bào vi khuẩn không ổn định, sự truyền plas-mit cho đời sau là ngẫu nhiên, nên ở buổi đầu của nghiên cứu plas-mit, các nhà khoa học ít chú ý. Tuy nhiên, những công trình nghiên cứu sau này đã có nhiều đóng góp đặc biệt cho thành tựu của di truyền phân tử, trong đó có sự phát hiện ra replicon, gen chống thuốc kháng sinh và kĩ thuật di truyền cũng như góp phần "sản xuất" ra nhiễm sắc thể nhân tạo đều liên quan đến plas-mit.
Tóm lại, di truyền ngoài nhiễm sắc thể hay di truyền ngoài nhân hoặc di truyền tế bào chất là sự truyền vật chất di truyền không ở nhiễm sắc thể, mà nằm ở tế bào chất cho thế hệ sau. Nó diễn ra song song và tương tác với di truyền qua nhiễm sắc thể, gây ra hiện tượng di truyền theo dòng bố/mẹ và không tuân theo các định luật của học thuyết di truyền nhiễm sắc thể.